# Anthomyia dichoptica
Anthomyia dichoptica este o specie de muște din genul Anthomyia, familia Anthomyiidae, descrisă de Griffiths în anul 2001.
Este endemică în Alberta. Conform Catalogue of Life specia Anthomyia dichoptica nu are subspecii cunoscute.